# Dallas Bower
Dallas Bower est un producteur, scénariste et réalisateur britannique né le 25 juillet 1907 à Londres en Angleterre et mort le 18 octobre 1999 dans la même ville.

## Filmographie

### Producteur
- 1934 : The Path of Glory
- 1934 : The Double Event
- 1935 : Escape Me Never
- 1936 : Television Comes to London
- 1936 : Variety
- 1936 : Burnt Sepia
- 1936-1937 : Cabaret (4 épisodes)
- 1937 : The Habima Theatre in Scenes From Uriel Acosta
- 1937 : Leslie Weston
- 1937 : Pasquinade
- 1937 : Cosmopolitan Cafe (2 épisodes)
- 1937 : Paddle Steamer: Down River in 1850
- 1937 : Round the Film Studios (6 épisodes)
- 1937 : Cross Gartered
- 1937 : Tele-Ho!
- 1938 : Tristan and Isolda
- 1938 : The Beautiful One
- 1938 : Black Magic
- 1938 : Henry IV
- 1938 : The Emperor Jones
- 1938 : Master Peter's Puppet Show
- 1938 : Julius Caesar
- 1939 : Twelfth Night
- 1939 : The Tell-Tale Heart
- 1939 : The Tempest
- 1939 : Rope
- 1939 : Katharine and Petruchio
- 1939 : Annajanska, the Bolshevik Empress
- 1939 : The Silver Box
- 1939 : Bridge-Head
- 1944 : Henry V
- 1950 : Assassin for Hire
- 1950 : Master of Arts
- 1951 : Joseph Proctor's Money
- 1951 : BBC Saturday-Night Theatre (3 épisodes)
- 1956-1957 : The Adventures of Sir Lancelot (13 épisodes)

### Réalisateur
- 1934 : The Path of Glory
- 1937 : Round the Film Studios (6 épisodes)
- 1938 : Julius Caesar
- 1939 : The Tempest
- 1939 : Rope
- 1939 : Katharine and Petruchio
- 1939 : Bridge-Head
- 1949 : Alice au pays des merveilles
- 1952 : The Second Mrs. Tanqueray
- 1954 : Fire One
- 1954 : Doorway to Suspicion
- 1960 : New Minds for New Film

### Scénariste
- 1937 : Pasquinade
- 1938 : Tristan and Isolda
- 1938 : Black Magic
- 1938 : Julius Caesar
- 1939 : The Tempest
- 1940 : Channel Incident
- 1944 : Henry V
- 1955 : BBC Sunday-Night Theatre
- 1956 : Supersonic Saucer
- 1959 : Mystery in the Mine